# Diploma Bertha Lutz
Das Diploma Bertha Lutz, auch als Prêmio Bertha Lutz bekannt (deutsch Bertha-Lutz-Diplom oder Bertha-Lutz-Preis) wurde vom Bundessenat in Brasilien gegründet, um Frauen auszuzeichnen, die einen maßgeblichen Beitrag bei der Verteidigung der Frauenrechte und Geschlechterfragen in Brasilien geleistet haben. Namensgeberin ist die brasilianische Biologin und Feministin Bertha Lutz.
Die Senatorin Emília Fernandes hatte 1998 ein entsprechendes Projekt im Senat eingebracht, das mit der Resolution Nr. 2/2001 als Diploma Mulher-Cidadã Bertha Lutz verabschiedet wurde. Im Durchschnitt werden fünf Frauen aus unterschiedlichen Bereichen pro Jahr ausgezeichnet. Die Verleihung findet in einer Senatssitzung jeweils zum 8. März anlässlich des Internationalen Frauentags statt.

## Preisträger

### 2002
- Luiza Erundina, Bundesabgeordnete (PSB-SP);
- Maria Berenice Dias, Richterin in Rio Grande do Sul;
- Maria Isabel Lopes, Pädagogin und Kommunalpolitikerin in Fortaleza;
- Heleieth Saffioti, Soziologin und Hochschullehrerin in São Paulo;
- Herilda Balduíno de Sousa, Richterin des Distrito Federal do Brasil.

### 2003
- Emília Fernandes, Sonderstaatssekretärin im Ministerrang für Frauenpolitik;
- Raimunda Gomes da Silva, Mitgründerin der zwischenstaatlichen Bewegung Quebradeiras de Coco Babaçu in Tocantins (Sammlerinnen der Babassu-Frucht)
- Nair Jane de Castro Lima, Gewerkschafterin in Rio de Janeiro und Gründerin einer der ersten Hausangestelltenverbände;
- Nazaré Gadelha, Menschenrechtsaktivistin und Anwältin in Acre;
- Sueli Carneiro, afrobrasilianische Feministin in São Paulo.[2]

### 2004
- Eva Sopher, deutschbrasilianische Kulturmanagerin und Präsidentin der Stiftung Theatro São Pedro, in Porto Alegre;
- Maria Gleyde Martins Costa, Staatlicher Beirat von Roraima zur Verteidigung der Frauenrechte;
- Mônica Maria de Paula Barroso, Anwältin für Menschenrechtsfragen und Frauenrechte in Fortaleza, Ceará;
- Maria Aparecida Schumaher, Feministin und Mitautorin des Dicionário mulheres do Brasil;
- Zuleika Alambert, Politikerin, Feministin und Autorin aus Santos (SP).[3]

### 2005
- Clara Charf, Mitglied des Nationalen Rats für Frauenrechte und Gründerin der Associação Mulheres pela Paz;
- Maria da Penha Maia Fernandes, Menschenrechtsaktivistin und Feministin, Initiatorin des Lei Nº 11.340 von 2006, bekannt als Lei Maria da Penha gegen häusliche Gewalt;
- Palmerinda Donato, Journalistin und Biografin Juscelino Kubitscheks;
- Rozeli da Silva, Straßenkehrerin (gari), gründete das gegen Gewalt an Straßenkindern gerichtete Centro Infantil Renascer da Esperança in Porto Alegre;
- Zilda Arns, Präsidentin der Pastoral da Criança, Kinderpastoral der katholischen Kirche in Brasilien.[4]

### 2006
- Elizabeth Altino Teixeira, Landarbeiterin und Aktivistin für Landreformen, überlebte die Repressalien gegen die Bauernligen (Ligas Camponesas) in Paraíba;
- Geraldina Pereira de Oliveira, Landarbeiterin und Aktivistin für Landreformen in Pará;
- Rosmary Corrêa, Polizeichefin und Politikerin, die sich für Frauenrechte in São Paulo einsetzt;
- Jupyra Barbosa Ghedini, Funktionärin;
- Raimunda Putani, indigene geistige Führerin (pajé) der Iauanauás oder Yawanawá in Acre.[5]

### 2007
- Mãe Beata de Iemanjá, Yalorixá (Priesterin des Candomblé) in Rio de Janeiro;
- Suely Batista dos Santos, Hochschuldozentin in Mato Grosso;
- Moema Libera Viezzer, Autorin, aktiv in Frauenbildungsnetzwerken in (Paraná);
- Maria Yvone Loureiro Ribeiro, setzt sich für Gleichberechtigung ein (Maceió, Alagoas);
- Ivana Farina Navarrete Pena, Präsidentin des Conselho Nacional de Direitos Humanos (aus Goiás).[6]

### 2008
- Alice Editha Klausz, Pionierin der Flugbegleitung;
- Maria dos Prazeres de Souza, Geburtshelferin, Gesundheits- und Krankenpflegerin (Pernambuco);
- Jandira Feghali, Ärztin, Gewerkschafterin und Politikerin (Rio de Janeiro);
- Mayana Zatz, Molekularbiologin und Genetikerin;
- Rose Marie Muraro, feministische Autorin, Verlegerin, Befreiungstheologin (Rio de Janeiro).[7]

### 2009
- Lily Marinho, „High Society“;
- Sônia Maria Amaral Fernandes Ribeiro, Richterin, Maranhão;
- Elisa Lucinda, Autorin und darstellende Künstlerin, Espírito Santo;
- Neide Viana Castanha, Sozialarbeiterin, engagiert gegen sexuellen Missbrauch von Kindern und Jugendlichen;
- Cléa Anna Maria Carpi da Rocha, Anwältin für Menschenrechtsangelegenheiten, Mitglied der brasilianischen Bundesanwaltskammer;
- Ruth Cardoso (in memoriam), ehemalige First Lady, Soziologin und Hochschullehrerin.[8]

### 2010
- Leci Brandão, Sängerin, Komponistin (Sambista), afrobrasilianische Politikerin, die sich im Bundesstaat São Paulo gegen familiäre Gewalt, Intoleranz und Homophobie einsetzt;
- Maria Augusta Tibiriçá Miranda, Ärztin und feministische Aktivistin, Mitgründerin der Federação de Mulheres do Brasil;
- Cleuza Pereira do Nascimento, Politikerin (Pernambuco);
- Andréa Maciel Pachá, Richterin (Rio de Janeiro), Mitglied des Conselho Nacional de Justiça;
- Clara Perelberg Steinberg, Zivilingenieurin (Rio de Janeiro);
- Fani Lerner (in memoriam), gründete zahlreiche Sozialprogramme für Kinder und Jugendliche (Curitiba, Paraná);
- Maria Lygia de Borges Garcia (Sonderehrung), Autorin, Präsidentin der Fundação de Promoção Social de Mato Grosso (Cuiabá, Mato Grosso).[9]

### 2011
- Maria Liège Santos Rocha, militante Feministin, in Bahia u. a. Präsidentin der União de Mulheres de Salvador, später Mitgründerin der União Brasileira de Mulheres;
- Chloris Casagrande Justen, Pädagogin, beteiligt u. a. am Jugendschutzgesetz Estatuto da Criança e do Adolescente, Funktionärin, Vizepräsidentin der Academia Paranaense de Letras (Paraná);
- Maria José da Silva, Gründerin der Associação de Moradores do Conjunto Bento Ribeiro Dantas im Complexo da Maré, Bairro in Rio de Janeiro, setzt sich für Genossenschaften zur Wiederverwertung ein;
- Maria Ruth Barreto Cavalcante, Psychopädagogin, Mitgründerin des Centro de Desenvolvimento Humano;
- Carmen Helena Ferreira Foro, Vizepräsidentin des Gewerkschaftsverbandes Central Única dos Trabalhadores;
- Ana Maria Pacheco de Vasconcelos (in memoriam), Anwältin, setzte sich für obdachlose Mädchen in Recife ein.[10]

### 2012
- Dilma Rousseff, Staatspräsidentin;
- Maria Prestes, Ehefrau des Kommunistenführers Luís Carlos Prestes;
- Eunice Michiles, erste gewählte Senatorin des Bundessenats, vertrat Amazonas von 1979 bis 1987;
- Rosali Scalabrin, Landreformerin der Comissão Pastoral da Terra;
- Ana Alice da Costa, Politikwissenschaftlerin und Hochschullehrerin, fördert interdisziplinäre Frauenstudien.[11]

### 2013
- Jô Moraes, Bundesabgeordnete für den Bundesstaat Minas Gerais;
- Adélia Pessoa, Anwältin, Präsidentin der „Comissão de Defesa dos Direitos da Mulher“ der Brasilianischen Anwaltskammer, Sektion Sergipe und der „Comissão Nacional de Gênero e Violência Doméstica“ des Brasilianischen Instituts für Familienrecht;
- Amabília Almeida, Erzieherin und Politikerin (Bahia);
- Telma Ayres, Psychologin, Gesundheitsberaterin, u. a. in der Associação Feminina de Educação e Combate ao Câncer tätig;
- Luzia Santiago, Missionarin der Canção Nova.[12]

### 2014
- Cristina Buarque, Politikerin, Staatssekretärin für Frauen von Pernambuco (Secretária da Mulher do Estado de Pernambuco);
- Delaíde Arantes, Ministerin beim Obersten Arbeitsgerichts (Ministra do Tribunal Superior do Trabalho);
- Magnólia Rocha, Präsidentin der Anti-Krebs-Liga von Roraima (Liga Roraimense de Combate ao Câncer);
- Zezé Rocha, Hochschullehrerin und erste afrobrasilianische Abgeordnete von 1991 bis 1999 im Bundesstaat Bahia;
- Maria Lygia Maynard, Präsidentin der Associação de Pais e Amigos dos Deficientes Auditivos de Sergipe, einer Gesellschaft für Hörgeschädigte in Sergipe.[13]

### 2015
- Creuza Maria Oliveira, Präsidentin der Federação Nacional das Trabalhadoras Domésticas, die für die Rechte der unterprivilegierten Haushälterinnen eintritt;
- Cármen Lúcia, Ministerin des Supremo Tribunal Federal (STF);
- Clara Araújo, Soziologin;
- Mary Garcia Castro, Soziologin;
- Ivanilda Pinheiro Salucci, Sozialpädagogin und Aktivistin gegen die sexuelle Ausbeutung von Frauen und Jugendlichen in der Amazonasregion;
- Maria Elizabeth Teixeira Rocha, erste Präsidentin des Superior Tribunal Militar (STM), Oberstes Militärgericht;
- Débora Martins Bonafé dos Santos (in memoriam).[14]

### 2016
- Ellen Gracie Northfleet, Sozialanthropologin und ehemalige Ministerin des Supremo Tribunal Federal (STF);
- Lucia Regina Antony, Frauenaktivistin und Mitgründerin der União Brasileira de Mulheres;
- Luiza Helena de Bairros, Sozialwissenschaftlerin und Staatssekretärin im Ministerrang des Sekretariats für Politik der Förderung der rassischen Gleichstellung;
- Lya Luft, Schriftstellerin;
- Marco Aurélio Mello, ehemaliger Minister des Supremo Tribunal Federal und des Tribunal Superior Eleitoral (TSE), Förderer der Öffentlichkeitskampagnen „Mais Mulheres na Política“ („Mehr Frauen in die Politik“) und „Todo Poder às Mulheres“ („Mehr Macht den Frauen)“.[15]

### 2017
- Denice Santiago Santos do Rosário, Hauptmann (Major) der Militärpolizei von Bahia, aktiv gegen Gewalt gegen Frauen;
- Diza Gonzaga, Gründerin einer Stiftung für humanen Verkehr und Verkehrserziehung;
- Isabel Cristina de Azevedo Heyvaert, Botschafterin in Serbien, Montenegro und Äthiopien, Beobachterin bei der Afrikanischen Union;
- Raimunda Luzia de Brito, Hochschullehrerin in Erziehungswissenschaften, aktiv für afrobrasilianische Frauen in Mato Grosso und Mato Grosso do Sul;
- Tatiane Bernardi Teixeira Pinto, Schriftstellerin, Drehbuchautorin und Journalistin.[16]

### 2018
Ausgezeichnet wurden die 26 weiblichen Bundesabgeordnete, die an der Ausarbeitung der Brasilianischen Verfassung von 1988 beteiligt waren.
- Abigail Feitosa, in Memoriam
- Anna Maria Rattes
- Benedita da Silva
- Bete Mendes
- Beth Azize
- Cristina Tavares, in Memoriam
- Dirce Tutu Quadros, in Memoriam
- Eunice Michiles
- Irma Passoni
- Lídice da Mata
- Lúcia Braga
- Lúcia Vânia
- Márcia Kubitschek, in Memoriam
- Maria de Lourdes Abadia
- Maria Lúcia Melo de Araújo
- Marluce Pinto
- Moema São Thiago
- Myriam Portella
- Raquel Cândido
- Raquel Capiberibe
- Rita Camata
- Rita Furtado, in Memoriam
- Rose de Freitas
- Sadie Hauache
- Sandra Cavalcanti
- Wilma de Faria, in Memoriam

### 2019
23 Personen wurden ausgezeichnet aus den Bereichen Recht, Kunst, Kunsthandwerk, dazu Aktivistinnen, Politikerinnen und Hochschulprofessorinnen:
- Alzira Soriano, in Memoriam
- Ana Benedita de Serqueira e Silva
- Bibi Ferreira, in Memoriam
- Delanira Pereira Gonçalves
- Eudésia Vieira, in Memoriam
- Fabiane Maria de Jesus, in Memoriam
- Gabriela Manssur
- Helena Heluy
- Helena Meireles, in Memoriam
- Heley de Abreu Silva Batista, in Memoriam
- Hermínia Maria Silveira Azoury
- Iolanda Ferreira Lima
- Iracy Ribeiro Mangueira Marques
- Jaceguara Dantas da Silva
- Laélia de Alcântara, in Memoriam
- Laissa Guerreira
- Leide Moreira, in Memoriam
- Leiliane Silva
- Marcia Abrahão Moura
- Margarida Lemos Gonçalves, in Memoriam
- Maria Esther Bueno, in Memoriam
- Maria Lucia Fattorelli
- Marielle Franco, in Memoriam

### 2022
Nach der Unterbrechung der Verleihung durch die Corona-Pandemie wurde die Auszeichnung im 20. Jahr der Verleihung 21 Frauen verliehen.
- Ana Lara Camargo de Castro
- Andrea Gadelha
- Angela Salazar
- Eva Evangelista
- Filomena Camilo do Vale
- Flávia Arruda
- Flávia Cintra
- Heloísa Starling
- Ilda Peliz
- Inês Santiago
- Jocilene Barbosa
- Jurema Werneck
- Luiza Trajano
- Margareth Dalcolmo
- Michelle Bolsonaro
- Miracy Barbosa de Souza Gustin
- Mônica Sifuentes
- Renata Gil Alcantara
- Rosa Geane
- Ruth Almeida
- Wilma de Faria, in Memoriam